# Elodes nocturna
Elodes nocturna is een keversoort uit de familie moerasweekschilden (Scirtidae). De wetenschappelijke naam van de soort werd in 1979 gepubliceerd door Bernard Klausnitzer.